# مايكل كامينسكي (سياسي)
مايكل كامينسكي (بالبولندية: Michał  Kamiński)‏ هو سياسي بولندي، ولد في 28 مارس 1972 في وارسو في بولندا. حزبياً، نشط في Poland Comes First ‏.

## مناصب
- انتخب عضو في البرلمان الأوروبي عن دائرة Poland (European Parliament constituency) [الإنجليزية]‏ لترشحه ضمن  قائمة حركة تضامن، وقد انضم خلال فترته النيابية (1 مايو 2004 – 19 يوليو 2004)  للكتلة البرلمانية كتلة المحافظين والإصلاحيين الأوروبيين.
- في انتخابات البرلمان الأوروبي 2004، انتخب عضو في البرلمان الأوروبي عن دائرة وارسو [الإنجليزية]‏ لترشحه ضمن  قائمة حركة تضامن، وقد انضم خلال فترته النيابية (20 يوليو 2004 – 6 أغسطس 2007)  للكتلة البرلمانية الاتحاد من أجل أوروبا الأمم [الإنجليزية]‏.
- في انتخابات البرلمان الأوروبي 2009، انتخب عضو في البرلمان الأوروبي عن دائرة وارسو [الإنجليزية]‏ لترشحه ضمن  قائمة حركة تضامن، وقد انضم خلال فترته النيابية (14 يوليو 2009 – 30 يونيو 2014)  للكتلة البرلمانية كتلة المحافظين والإصلاحيين الأوروبيين.
- انتخب عضو سيم  [لغات أخرى]‏.